# Caba (Philippines)
Pour les articles homonymes, voir Caba.
Caba est une localité de la province de La Union, aux Philippines. En 2020, elle compte 23 119 habitants.